# Salemi
Salemi är en ort och kommun i kommunala konsortiet Trapani, innan 2015 provinsen Trapani, i regionen Sicilien i sydvästra Italien. Kommunen hade 10 647 invånare (2017).